# Gig Young
Gig Young (St. Cloud, 4 de novembro de 1913 - New York 19 de outubro de 1978) foi um ator de cinema e televisão norte-americano. 
Foi premiado com o Oscar de melhor ator coadjuvante em 1970, por sua atuação no filme They Shoot Horses, Don't They?. Ele fora indicado anteriormente para o mesmo prêmio, em 1952, por Come Fill the Cup e em 1958, por Teacher's Pet.